# Kent Johanssen
Kent Inge Johanssen, född 30 juni 1970 i Oslo, är en norsk tidigare backhoppare. Han representerade Bækkelagets Sportsklub.

## Karriär
Kent Johanssen startade i lagtävlingen i junior-VM i Saalfelden i Österrike februari 1988 och blev silvermedaljör tillsammans med lagkamraterna i det norska laget. Österrike vann tävlingen. Johanssen debuterade på elitnivå i världscuptävlingen i Holmenkollen 5 mars 1989 och kom på en överraskande tredjeplats efter Jens Weissflog från Östtyskland och landsmannen Jon Inge Kjørum. En dryg vecka senare tävlade han på hemmaplan i junior-VM i Vang i Oppland fylke. Han blev juniorvärldsmästare i individuella tävlingen (före Andi Rauschmeier från Österrike och Staffan Tällberg från Sverige). I lagtävlingen blev han bronsmedaljör med det norska laget, efter Österrike och Jugoslavien.
Efter att ha varit på prispallen i sin första världscuptävling tog han en andraplats i sin nästa världscuptävling, i Planica i mars 1989, slagen av Jens Weissflog. Efter det var han aldrig på prispallen i världscupen igen. Hans bästa sammanlagda resultat kom säsongen 1988/1989 då han slutade på 21:e plats.
Kent Johanssen tävlade i Skid VM 1991 i Val di Fiemme i Italien. Första backhoppsgrenen i VM var lagtävlingen där han var i det norska laget tillsammans med Espen Bredesen, Jon Inge Kjørum och Rune Olijnyk. Norge slutade på fjärdeplats efter Österrike, Finland och Tyskland. I stora backen blev Johanssen nummer 24 (Franci Petek från Jugoslavien vann före Rune Olijnyk), men han lyckades bättre i sista tävlingen, i normalbacken. Där blev det en mycket jämn kamp mellan många backhoppare. Johannesen slutade på silverplatsen, endast 0,9 poäng efter segrande Heinz Kuttin från Österrike och 2,5 poäng före Ari-Pekka Nikkola från Finland.
Kent Johanssen kom aldrig tillbaka på samma nivå som under skid-VM 1991. Han var borta från det norska landslaget tre säsonger och lyckades inte då han åter kom med i landslaget. Bästa resultatet efter återkomsten var en sjundeplats i världscuptävlingen i Lillehammer 1 december 1996. Hans sista internationella tävling var i Holmenkollen mars 1997.

## Den berömda landningen
Under norska mästerskapen i Kløvsteinbakken i Meldal 1996 tappade Kent Johanssen ena skidan i nedslaget efter ett hopp som mätte 110 meter. Han lyckades ändå att ta sig över fallgränsen utan att gå omkull. En filmsnutt av landningen visades världen runt och var bland annat "Play of the Day" på CNN (som oftast sänder film från National Basketball Association (NBA), National Hockey League (NHL) och National Football League (NFL).